# 9350 Waseda
9350 Waseda è un asteroide della fascia principale. Scoperto nel 1991, presenta un'orbita caratterizzata da un semiasse maggiore pari a 2,3738323 UA e da un'eccentricità di 0,2234280, inclinata di 2,60125° rispetto all'eclittica.